# Núi Kaikoma
Núi Kaikoma (甲斐駒ヶ岳 Kaikoma-ga-take) là một ngọn núi thuộc dãy núi Akaishi, tọa lạc trên ranh giới Hokuto ở tỉnh Yamanashi, và Ina ở tỉnh Nagano, tại vùng Chūbu ở Nhật Bản.

## Đặt điểm và địa lý
Với đỉnh ngọn núi cao 2,967 m, núi Kaikoma được bảo tồn trong chuỗi Vườn quốc gia Minami Alps, Nhật Bản. Núi Kaikoma còn là một trong "100 ngọn núi nổi tiếng của Nhật Bản"
Tên gọi núi Kaikoma được dùng để chỉ ngọn núi nằm ở phía đông trong cặp hai ngọn núi, trong khi tên gọi núi Kisokoma được dùng để chỉ ngọn nằm ở phía tây. Đỉnh của ngọn Kaikoma có màu trắng do một lượng lớn đá hoa cương lớn nằm phía đỉnh ngọn núi.

### Đặc điểm
Núi Kaikoma là trung tâm của tôn giáo Shugendo trong vùng.
Có hơn 18 ngọn núi ở Nhật Bản được gán với cái tên "Komagatake (Những ngọn núi Koma)" (駒ヶ岳 Koma-ga-take). Trong số đó, núi Kaikoma là ngọn núi con nhất, đánh bại núi Kisokoma cạnh bên với sự chênh lệch độ cao11 m.